# Unforgettable (låt)
Unforgettable är en låt framförd av Marcus & Martinus, ursprungligen i Melodifestivalen 2024. Låten är skriven av Jimmy "Joker" Thörnfeldt, Joy Deb, Linnea Deb och duon själv.
I Melodifestivalen 2024 deltog låten i den femte deltävlingen och gick direkt till final. Där vann den med bred marginal och blev således Sveriges bidrag i Eurovision Song Contest 2024 i Malmö.
I Eurovision framträddes låten i den första semifinalen utom tävlan, till följd av Sveriges vinst i den föregående upplagan, varefter den kom på nionde plats i finalen.